# Draft da NBA de 2010
O Draft da NBA de 2010 foi realizado em 24 de junho de 2010 no Madison Square Garden em Nova York. O Draft, que começou às 19:00, foi transmitido nos Estados Unidos pela ESPN. Neste Draft, as equipes da National Basketball Association (NBA) revezaram-se na seleção de jogadores amadores de basquete dos EUA e de outros jogadores qualificados, incluindo jogadores internacionais. Este Draft estabeleceu um recorde de cinco jogadores da mesma universidade sendo selecionado na primeira rodada. Os jogadores eram John Wall (primeiro), DeMarcus Cousins (quinto), Patrick Patterson (décimo quarto), Eric Bledsoe (décimo oitavo) e Daniel Orton (vigésimo nono), e eles vieram da Universidade de Kentucky. Esse Draft também marcou a segunda vez que um jogador da G-League foi selecionado.
O Washington Wizards, que venceu o sorteio em 18 de maio de 2010, usou sua primeira escolha geral para selecionar John Wall da Universidade de Kentucky. O Philadelphia 76ers usou a segunda escolha para escolher Evan Turner da Universidade Estadual de Ohio. O New Jersey Nets, que teve o pior recorde na temporada anterior, usou a terceira escolha para selecionar Derrick Favors de Georgia Tech.
O Draft da NBA de 2010 é o último draft realizado no Madison Square Garden. Os Draft da NBA de 2011 e 2012 foram temporariamente transferidos para o Prudential Center em Newark, Nova Jersey, enquanto o Draft da NBA de 2013 seria realizado no Barclays Center no Brooklyn, pois o Garden passou por reformas durante os verões de 2011-2013. Após 2014, o draft continuaria sendo hospedado no Barclays Center, apesar das reformas terem sido concluídas em 2014.
Curiosamente, esta classe de recrutamento não teve o Novato do Ano porque Blake Griffin, que foi selecionado no draft do ano anterior, perdeu sua primeira temporada com uma lesão, mas jogou na temporada de 2010-11 e venceu o prêmio.

## Seleções de draft
| PG | Armador     |
| SG | Ala-armador |
| SF | Ala         |
| PF | Ala-pivô    |
| C  | Pivô        |

| Rodada | Escolha | Jogador            | Posição | Nacionalidade          | Time                                                                              | Universidade/Clube        |
| ------ | ------- | ------------------ | ------- | ---------------------- | --------------------------------------------------------------------------------- | ------------------------- |
| 1      | 1       | John Wall          | PG      | Estados Unidos         | Washington Wizards                                                                | Kentucky                  |
| 1      | 2       | Evan Turner        | SF/SG   | Estados Unidos         | Philadelphia 76ers                                                                | Ohio State                |
| 1      | 3       | Derrick Favors     | PF      | Estados Unidos         | New Jersey Nets                                                                   | Georgia Tech              |
| 1      | 4       | Wesley Johnson     | SF      | Estados Unidos         | Minnesota Timberwolves                                                            | Syracuse                  |
| 1      | 5       | DeMarcus Cousins   | C       | Estados Unidos         | Sacramento Kings                                                                  | Kentucky                  |
| 1      | 6       | Ekpe Udoh          | C       | Estados Unidos         | Golden State Warriors                                                             | Baylor                    |
| 1      | 7       | Greg Monroe        | PF      | Estados Unidos         | Detroit Pistons                                                                   | Georgetown                |
| 1      | 8       | Al-Farouq Aminu    | SF      | Estados Unidos Nigéria | Los Angeles Clippers                                                              | Wake Forest               |
| 1      | 9       | Gordon Hayward     | SF      | Estados Unidos         | Utah Jazz (New York via Phoenix)                                                  | Butler                    |
| 1      | 10      | Paul George        | SF      | Estados Unidos         | Indiana Pacers                                                                    | Fresno State              |
| 1      | 11      | Cole Aldrich       | C       | Estados Unidos         | New Orleans Hornets (mandado para Oklahoma City)                                  | Kansas                    |
| 1      | 12      | Xavier Henry       | SG      | Estados Unidos         | Memphis Grizzlies                                                                 | Kansas                    |
| 1      | 13      | Ed Davis           | PF      | Estados Unidos         | Toronto Raptors                                                                   | North Carolina            |
| 1      | 14      | Patrick Patterson  | PF      | Estados Unidos         | Houston Rockets                                                                   | Kentucky                  |
| 1      | 15      | Larry Sanders      | C       | Estados Unidos         | Milwaukee Bucks (Chicago)                                                         | VCU                       |
| 1      | 16      | Luke Babbitt       | SF      | Estados Unidos         | Minnesota Timberwolves (Charlotte via Denver, mandado para Portland)              | Nevada                    |
| 1      | 17      | Kévin Séraphin     | PF      | França                 | Chicago Bulls (Milwaukee, mandado para Washington)                                | Cholet Basket (França)    |
| 1      | 18      | Eric Bledsoe       | PG      | Estados Unidos         | Oklahoma City Thunder (Miami, mandado para LA Clippers)                           | Kentucky                  |
| 1      | 19      | Avery Bradley      | SG      | Estados Unidos         | Boston Celtics                                                                    | Texas                     |
| 1      | 20      | James Anderson     | SG      | Estados Unidos         | San Antonio Spurs                                                                 | Oklahoma                  |
| 1      | 21      | Craig Brackins     | PF      | Estados Unidos         | Oklahoma City Thunder (mandado para New Orleans)                                  | Iowa State                |
| 1      | 22      | Elliot Williams    | SG      | Estados Unidos         | Portland Trail Blazers                                                            | Memphis                   |
| 1      | 23      | Trevor Booker      | PF      | Estados Unidos         | Minnesota Timberwolves (Utah via Philadelphia, mandado para Washington)           | Clemson                   |
| 1      | 24      | Damion James       | SF      | Estados Unidos         | Atlanta Hawks (mandado para New Jersey)                                           | Texas                     |
| 1      | 25      | Dominique Jones    | SG      | Estados Unidos         | Memphis Grizzlies (Denver, mandado para Dallas)                                   | USF                       |
| 1      | 26      | Quincy Pondexter   | SF      | Estados Unidos         | Oklahoma City Thunder (Phoenix, mandado para New Orleans)                         | Washington                |
| 1      | 27      | Jordan Crawford    | SG      | Estados Unidos         | New Jersey Nets (from Dallas, mandado para Atlanta)                               | Xavier                    |
| 1      | 28      | Greivis Vásquez    | PG      | Venezuela              | Memphis Grizzlies (L.A. Lakers)                                                   | Maryland                  |
| 1      | 29      | Daniel Orton       | C       | Estados Unidos         | Orlando Magic                                                                     | Kentucky                  |
| 1      | 30      | Lazar Hayward      | SF      | Estados Unidos         | Washington Wizards (Cleveland, mandado para Minnesota)                            | Marquette                 |
| 2      | 31      | Tibor Pleiß        | C       | Alemanha               | New Jersey Nets (mandado para Oklahoma City via Atlanta)                          | Brose Baskets (Alemanha)  |
| 2      | 32      | Dexter Pittman     | C       | Estados Unidos         | Miami Heat (Minnesota via Oklahoma City)                                          | Texas                     |
| 2      | 33      | Hassan Whiteside   | C       | Estados Unidos         | Sacramento Kings                                                                  | Marshall                  |
| 2      | 34      | Armon Johnson      | PG      | Estados Unidos         | Portland Trail Blazers (via Golden State)                                         | Nevada                    |
| 2      | 35      | Nemanja Bjelica    | SF      | Sérvia                 | Washington Wizards (mandado para Minnesota)                                       | Estrela Vermelha (Sérvia) |
| 2      | 36      | Terrico White      | SG      | Estados Unidos         | Detroit Pistons                                                                   | Ole Miss                  |
| 2      | 37      | Darington Hobson   | SF      | Estados Unidos         | Milwaukee Bucks (via Philadelphia)                                                | New Mexico                |
| 2      | 38      | Andy Rautins       | SG      | Canadá                 | New York Knicks                                                                   | Syracuse                  |
| 2      | 39      | Landry Fields      | SG      | Estados Unidos         | New York Knicks (L.A. Clippers mandado para Denver)                               | Stanford                  |
| 2      | 40      | Lance Stephenson   | SG      | Estados Unidos         | Indiana Pacers                                                                    | Cincinnati                |
| 2      | 41      | Jarvis Varnado     | PF      | Estados Unidos         | Miami Heat (via New Orleans)                                                      | Mississippi State         |
| 2      | 42      | Da'Sean Butler     | SF      | Estados Unidos         | Miami Heat (via Toronto)                                                          | West Virginia             |
| 2      | 43      | Devin Ebanks       | SF      | Estados Unidos         | Los Angeles Lakers (via Memphis)                                                  | West Virginia             |
| 2      | 44      | Jerome Jordan      | C       | Jamaica                | Milwaukee Bucks (Chicago via Portland e Golden State, mandado para New York)      | Tulsa                     |
| 2      | 45      | Paulão Prestes     | C       | Brasil                 | Minnesota Timberwolves (via Houston)                                              | Murcia (Espanha)          |
| 2      | 46      | Gani Lawal         | PF      | Nigeria                | Phoenix Suns (via Charlotte)                                                      | Georgia Tech              |
| 2      | 47      | Tiny Gallon        | PF      | Estados Unidos         | Milwaukee Bucks                                                                   | Oklahoma                  |
| 2      | 48      | Latavious Williams | SF      | Estados Unidos         | Miami Heat (mandado para Oklahoma City)                                           | Tulsa 66ers (D-League)    |
| 2      | 49      | Ryan Richards      | PF      | Reino Unido            | San Antonio Spurs                                                                 | Gran Canaria (Espanha)    |
| 2      | 50      | Solomon Alabi      | C       | Nigeria                | Dallas Mavericks (via Oklahoma City, mandado para Toronto)                        | Florida State             |
| 2      | 51      | Magnum Rolle       | PF      | Bahamas                | Oklahoma City Thunder (via Portland via Dallas e Minnesota, mandado para Indiana) | Louisiana Tech            |
| 2      | 52      | Luke Harangody     | PF      | Estados Unidos         | Boston Celtics                                                                    | Notre Dame                |
| 2      | 53      | Pape Sy            | SF      | França                 | Atlanta Hawks                                                                     | Le Havre (França)         |
| 2      | 54      | Willie Warren      | PG      | Estados Unidos         | Los Angeles Clippers (via Denver)                                                 | Oklahoma                  |
| 2      | 55      | Jeremy Evans       | PF      | Estados Unidos         | Utah Jazz                                                                         | Western Kentucky          |
| 2      | 56      | Hamady N'Diaye     | C       | Senegal                | Minnesota Timberwolves (via Phoenix, mandado para Washington)                     | Rutgers                   |
| 2      | 57      | Ryan Reid          | PF      | Estados Unidos         | Indiana Pacers (via Dallas, mandado para Oklahoma City)                           | Florida State             |
| 2      | 58      | Derrick Caracter   | PF      | Estados Unidos         | Los Angeles Lakers                                                                | UTEP                      |
| 2      | 59      | Stanley Robinson   | SF      | Estados Unidos         | Orlando Magic                                                                     | Connecticut               |
| 2      | 60      | Dwayne Collins     | PF      | Estados Unidos         | Phoenix Suns (via Cleveland)                                                      | Miami                     |

## Jogadores notáveis não selecionados
Esses jogadores não foram selecionados no Draft da NBA de 2010, mas jogaram em pelo menos um jogo na NBA:
| Jogador             | Posição | Nacionalidade          | Universidade/Clube       |
| ------------------- | ------- | ---------------------- | ------------------------ |
| Patrick Christopher | SG/SF   | Estados Unidos         | California               |
| Sherron Collins     | PG      | Estados Unidos         | Kansas                   |
| Jerome Dyson        | G       | Estados Unidos         | Connecticut              |
| Courtney Fortson    | PG      | Estados Unidos         | Arkansas                 |
| Jeff Foote          | C       | Estados Unidos         | Cornell                  |
| Jonathan Gibson     | PG      | Estados Unidos         | New Mexico State         |
| Manny Harris        | PG/SG   | Estados Unidos         | Michigan                 |
| Dennis Horner       | PF      | Estados Unidos         | North Carolina State     |
| Jeremy Lin          | PG      | Estados Unidos         | Harvard                  |
| Boban Marjanović    | C       | Sérvia                 | Vršac (Sérvia)           |
| Elijah Millsap      | SG/SF   | Estados Unidos         | UAB                      |
| Tim Ohlbrecht       | PF/C    | Alemanha               | Brose Baskets (Alemanha) |
| Arinze Onuaku       | PF/C    | Estados Unidos         | Syracuse                 |
| Miroslav Raduljica  | C       | Sérvia                 | Efes Pilsen (Turquia)    |
| Samardo Samuels     | PF/C    | Jamaica                | Louisville               |
| Alexey Shved        | PG/SG   | Russia                 | CSKA Moscow (Rússia)     |
| Donald Sloan        | PG      | Estados Unidos         | Texas A&M                |
| Ishmael Smith       | G       | Estados Unidos         | Wake Forest              |
| Jerry Smith         | G       | Estados Unidos         | Louisville               |
| Lance Thomas        | PF      | Estados Unidos         | Duke                     |
| Edwin Ubiles        | SG/SF   | Estados Unidos         | Siena                    |
| Ben Uzoh            | PG      | Estados Unidos Nigéria | Tulsa                    |

## Regras de elegibilidade
As regras básicas de elegibilidade para o Draft são:
- Todos os jogadores devem ter pelo menos 19 anos durante o ano civil do sorteio. Em termos de datas, os jogadores qualificados para o Draft de 2010 devem nascer em ou antes de 31 de dezembro de 1991.[2]
- Qualquer jogador que não seja um "jogador internacional", conforme definido no acordo de negociação coletiva (CBA) entre a liga e seu sindicato, deve ter pelo menos um ano de afastamento da formatura da turma do ensino médio. A CBA define "jogadores internacionais" como jogadores que residiram permanentemente fora dos EUA por três anos antes do draft, não concluíram o ensino médio nos EUA e nunca se matricularam em uma faculdade ou universidade dos EUA.[3]

O requisito básico de elegibilidade automática para um jogador dos EUA é a conclusão de sua qualificação para a faculdade. Jogadores que atendem à definição de "jogadores internacionais" da CBA são automaticamente elegíveis se o aniversário de 22 anos ocorrer durante ou antes do ano civil do draft (ou seja, nascido em ou antes de 31 de dezembro de 1988). Jogadores dos EUA que foram afastados pelo menos um ano da formatura do ensino médio e jogaram profissionalmente com um time fora da NBA (basquete de alto nível em outro país ou basquete de liga menor na América do Norte) também são automaticamente elegíveis.
Um jogador que não é elegível automaticamente deve declarar sua elegibilidade para o draft, notificando os escritórios da NBA por escrito 60 dias antes do draft. Para o draft de 2010, essa data caiu em 25 de abril. De acordo com as regras da NCAA que entram em vigor com esse draft, eles só tinham até 8 de maio para se retirar do draft e manter a elegibilidade da faculdade. Anteriormente, os jogadores que se declaravam para o draft podiam desistir até 10 dias antes do draft e ainda manter a elegibilidade da faculdade. Este ano, um total de 80 jogadores colegiados e 23 jogadores internacionais foram declarados candidatos antecipados. No prazo de retirada, 48 candidatos se retiraram do draft, deixando 50 jogadores colegiados e cinco jogadores internacionais como candidatos.

O colunista da ESPN.com, Eamonn Brennan, fez uma análise em uma matéria de abril de 2010:
“Devido a uma potencial disputa trabalhista da NBA e à ameaça de um bloqueio iminente em 2011, muitos praticantes de basquete universitários atuais têm uma decisão mais drástica a enfrentar. Além do risco tradicional de lesão, os futuros profissionais agora terão que decidir se querem arriscar a possibilidade de nem sequer haver um Draft da NBA em 2011. Espere que muitos desses caras ganhem dinheiro o mais cedo possível e o draft do ano estará cheio de jogadores testando e apostando tudo um ou dois anos antes."

## Negociações

### Pré-Draft
Antes do dia do draft, as seguintes negociações foram feitas e resultaram em trocas entre as equipes:
- Em 12 de fevereiro de 2004, Utah adquiriu Tom Gugliotta, as escolhas de primeira rodada de 2004 e 2010 de Nova York, uma escolha da segunda rodada de 2005 e considerações em dinheiro do Phoenix em troca de Keon Clark e Ben Handlogten.[7] Anteriormente, Phoenix adquiriu Antonio McDyess, Howard Eisley, Charlie Ward, Maciej Lampe, Miloš Vujanić, duas escolhas na primeira rodada e considerações em dinheiro de Nova York em troca de Stephon Marbury, Penny Hardaway e Cezary Trybański.[8]
- Em 18 de fevereiro de 2010, Milwaukee adquiriu John Salmons, escolhas da segunda rodada de 2011 e 2012 e a opção de trocar escolhas da primeira rodada de 2010 de Chicago em troca de Hakim Warrick e Joe Alexander. A opção de trocar as escolhas da primeira rodada de 2010 foi exercida; portanto, Milwaukee adquiriu a escolha da primeira rodada de Chicago e Chicago adquiriu a escolha da primeira rodada de Milwaukee.

- Em 25 de junho de 2009, Minnesota adquiriu a escolha da primeira rodada de Charlotte em troca de Ty Lawson.[9] Anteriormente, Denver adquiriu uma escolha de primeira rodada em 25 de junho de 2008 de Charlotte em troca da 20ª escolha do Draft da NBA de 2008.[10]
- Em 23 de junho de 2010, o Oklahoma City adquiriu Daequan Cook e a 18ª escolha no Draft de 2010 de Miami em troca da 32ª escolha no Draft de 2010.[11] Anteriormente, o Oklahoma City adquiriu Etan Thomas e duas escolhas da segunda rodada de Minnesota em troca de Damien Wilkins e Chucky Atkins.[12] Anteriormente, Minnesota adquiriu uma escolha de segunda rodada de Dallas em troca de Nick Calathes.[13] Anteriormente, Dallas adquiriu as escolhas 24ª e a 56ª no Draft de 2009 em 24 de junho de 2009 de Portland em troca da 22ª escolha no Draft de 2009.[14]
- Em 9 de julho de 2008, o Minnesota adquiriu Rodney Carney, Calvin Booth e escolha de primeira rodada de Utah, de Philadelphia em troca de uma escolha condicional da segunda rodada.[15] Anteriormente, Philadelphia adquiriu Gordan Giriček e uma escolha na primeira rodada em troca de Kyle Korver.[16]
- Em 7 de agosto de 2009, Memphis adquiriu Steven Hunter, uma escolha de primeira rodada e considerações em dinheiro de Denver em troca de uma escolha condicional de segunda rodada.[17]
- Em 20 de julho de 2007, Oklahoma City adquiriu Kurt Thomas e escolhas da primeira rodada de 2008 e 2010 de Phoenix em troca de uma escolha da segunda rodada de 2009.[18]
- Em 19 de fevereiro de 2008, New Jersey adquiriu Devin Harris, Trenton Hassell, Maurice Ager, DeSagana Diop, Keith Van Horn e escolhas de primeira rodada de 2008 e 2010 de Dallas em troca de Jason Kidd, Antoine Wright e Malik Allen.[19]
- Em 1 de fevereiro de 2008, Memphis adquiriu Kwame Brown, Javaris Crittenton, Aaron McKie, Marc Gasol e escolhas da primeira rodada de 2008 e 2010 do Los Angeles Lakers em troca de Pau Gasol e uma escolha da segunda rodada.[20]
- Em 17 de fevereiro de 2010, Washington adquiriu Žydrūnas Ilgauskas, Emir Preldžič e uma escolha de primeira rodada de Cleveland em uma negociação de três equipes com Cleveland e o Los Angeles Clippers.[21]
- Em 22 de junho de 2010, Milwaukee adquiriu Corey Maggette e a 44ª escolha no Draft de 2010 do Golden State em troca de Charlie Bell e Dan Gadzuric. Anteriormente, Golden State adquiriu a 44ª escolha no Draft de 2010 de Portland em troca da 34ª escolha no Draft de 2010.[22] Anteriormente, Portland adquiriu escolhas de segunda rodada de 2009 e 2010 de Chicago em uma negociação de três equipes em 26 de junho de 2008.[23]
- Em 18 de fevereiro de 2010, Milwaukee adquiriu Primož Brezec, Royal Ivey e uma escolha de segunda rodada de Filadélfia em troca de Francisco Elson e Jodie Meeks.
- Em 28 de julho de 2008, Nova York adquiriu Taurean Green, Bobby Jones e uma escolha de segunda rodada de Denver em troca de Renaldo Balkman.[24] Anteriormente, o Los Angeles Clippers adquiriu Marcus Camby de Denver em troca da opção de trocar as escolhas da segunda rodada de 2010. As opções para trocar as escolhas da segunda rodada de 2010 foram exercidas;[25] portanto, Nova York adquiriu a escolha da segunda rodada do L.A. Clippers e o L.A. Clippers adquiriu a escolha da segunda rodada do Denver.
- Em 25 de junho de 2009, Miami adquiriu escolhas da segunda rodada de 2010 e 2012 de Nova Orleans em troca de Marcus Thornton.[26]
- Em 13 de junho de 2009, Miami adquiriu Jermaine O'Neal, Jamario Moon, uma futura escolha da primeira rodada e uma escolha da segunda rodada de 2010 de Toronto em troca de Shawn Marion e Marcus Banks.[27]
- Em 21 de fevereiro de 2008, o Minnesota adquiriu a Kirk Snyder e uma escolha de segunda rodada em troca de Gerald Green.[28]
- Em 10 de dezembro de 2008, o Phoenix adquiriu Jason Richardson, Jared Dudley e uma escolha da segunda rodada de Charlotte em troca de Raja Bell, Boris Diaw e Sean Singletary.[29]
- Em 25 de junho de 2009, Dallas adquiriu Rodrigue Beaubois e uma escolha de segunda rodada do Oklahoma City em troca de Byron Mullens.[30]
- Em 29 de dezembro de 2009, o Minnesota adquiriu Alando Tucker e uma escolha de segunda rodada de Phoenix em troca de Jason Hart.[31]
- Em 10 de outubro de 2008, Indiana adquiriu Eddie Jones e uma escolha da segunda rodada de 2009 e 2010 de Dallas em troca de Shawne Williams.[32]
- Em 25 de junho de 2009, o Phoenix adquiriu Ben Wallace, Aleksandar Pavlović e uma escolha de segunda rodada de Cleveland em troca de Shaquille O'Neal.[33]

### No dia do Draft
Os seguintes negócios envolvendo jogadores selecionados foram feitos no dia do draft:
- O Oklahoma City adquiriu Morris Peterson e os direitos de draft de Cole Aldrich de Nova Orleans em troca dos direitos de draft de Craig Brackins e Quincy Pondexter.[35]
- Portland adquiriu Ryan Gomes e os direitos de draft de Luke Babbitt de Minnesota em troca de Martell Webster.[36]
- Washington adquiriu Kirk Hinrich e os direitos de Kevin Seraphin de Chicago em troca dos direitos de Vladimir Veremeenko.[37]
- O Los Angeles Clippers adquiriram os direitos de draft de Eric Bledsoe de Oklahoma City em troca de uma futura escolha na primeira rodada.[38]
- Washington adquiriu os direitos de Trevor Booker e Hamady N'Diaye de Minnesota em troca dos direitos de Lazar Hayward e a Nemanja Bjelica.[39]
- New Jersey adquiriu os direitos de Damion James de Atlanta em troca dos direitos de Jordan Crawford e Tibor Pleiß.[40]
- Dallas adquiriu os direitos de Dominique Jones do Memphis Grizzlies em troca de considerações em dinheiro.[41]
- O Oklahoma City adquiriu os direitos de Tibor Pleiß de Atlanta em troca de considerações em dinheiro.[42]
- Nova York adquiriu os direitos de Jerome Jordan de Milwaukee em troca de considerações em dinheiro.[43]
- O Oklahoma City adquiriu os direitos de Latavious Williams de Miami em troca de uma futura escolha na segunda rodada.
- Toronto adquiriu os direitos de Solomon Alabi de Dallas em troca de uma escolha de draft da segunda rodada de 2013.[44]
- Indiana adquiriu os direitos de Magnum Rolle de Oklahoma City em troca dos direitos de Ryan Reid e considerações em dinheiro.[42]